# Treasure Truck
Le Treasure Truck (Camion au Trésor) d'Amazon est un service offert aux utilisateurs de Amazon.com qui propose une offre spéciale actualisée quotidiennement.

## Description
Le service se compose d'une flotte de 33 véhicules dans 30 grandes villes aux États-Unis et au Royaume-Uni. Le premier Treasure Truck a vu le jour à Seattle en juin 2015,. Dans le cadre d'une promotion de fin d'année, Marshawn Lynch (joueur des Seahawks de Seattle) a conduit le Treasure Truck autour de Seattle en décembre 2016 pour la vente d'une édition limitée d'Echo. À partir de décembre 2017, Londres et Manchester ont participé. 
La décoration de chacun des camions est unique et dessinée à la main par Kyler Martz,. Ce secteur est dirigé par l'ancien militaire de l'USAF Joshua Phillips.

## Zones desservies
- Atlanta[8]
- Austin[9]
- Baltimore[10]
- Birmingham[11]
- Boston[12]
- Chicago[réf. nécessaire]
- Coventry[13]
- Dallas[14]
- Denver[15]
- Houston[16]
- Indianapolis[17]
- Londres[18]
- Manchester[19]
- Miami[20]
- Minneapolis–Saint Paul[21]
- Nashville[22]
- New York[réf. nécessaire]
- Orlando[23]
- Philadelphie[24]
- Phoenix[25]
- Portland[26]
- Leeds[réf. nécessaire]
- Los Angeles[27]
- Sacramento[28]
- San Antonio[réf. nécessaire]
- San Diego[29]
- San Francisco[réf. nécessaire]
- San Jose[réf. nécessaire]
- Seattle[2]
- Tampa[30]